# ホエールウォッチング

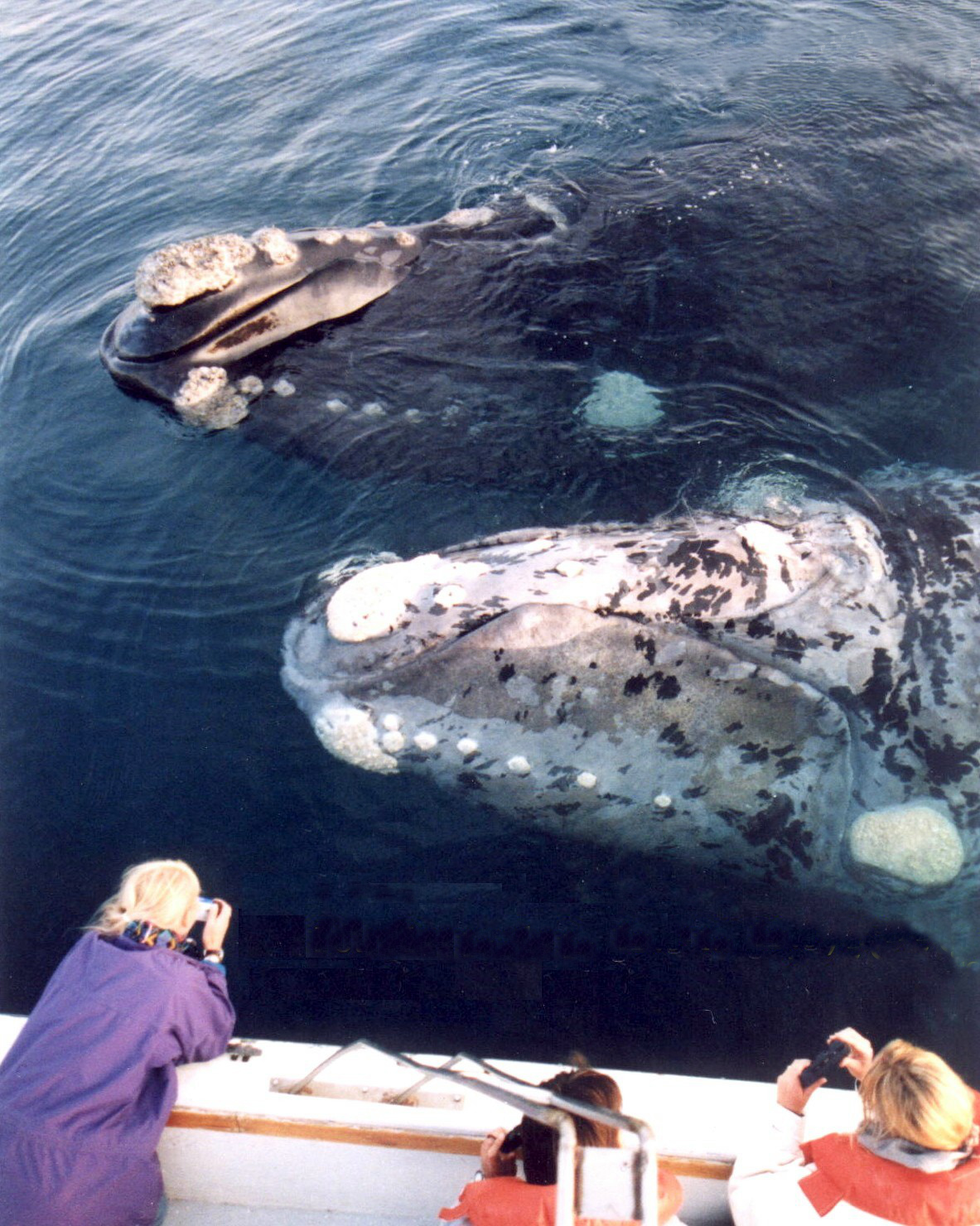
ミナミセミクジラのホエールウォッチング（バルデス半島）

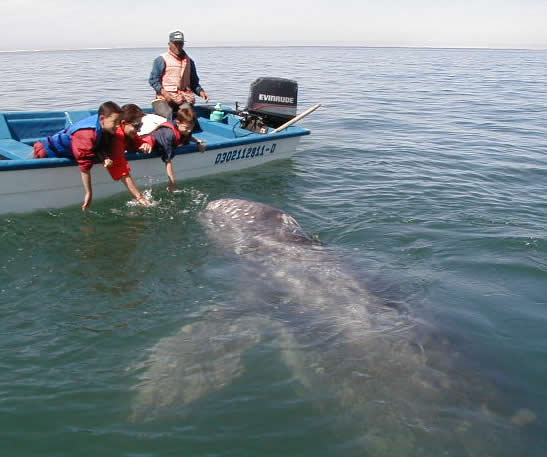
世界自然遺産のエル・ビスカイノ生物圏保護区におけるコククジラの観察（触れ合いが許可されている）

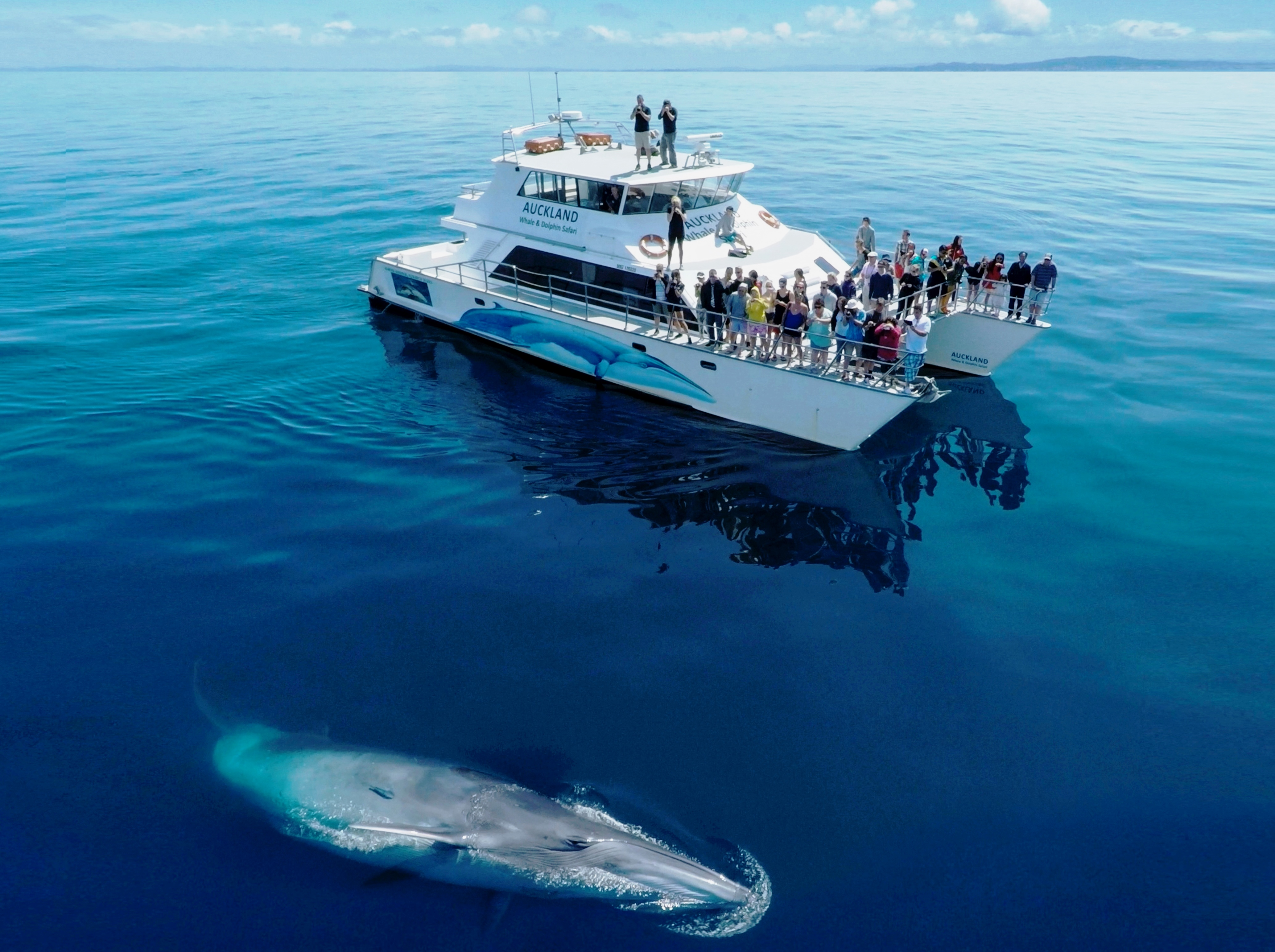
ニタリクジラと観察者たち（オークランド）

ホエールウォッチング（英: whale watching）は、鯨類やイルカ類を、自然の中で観察するという観光の一種。野鳥観察などと類似した趣味のひとつであり、また単に趣味というだけではなく、自然観察などの理科教育、環境教育の一環という位置づけも持つ。もっぱらイルカを目的とする場合には、イルカウォッチング、ドルフィンウォッチング（英: dolphin watching）と呼ぶ場合もある。

## 歴史

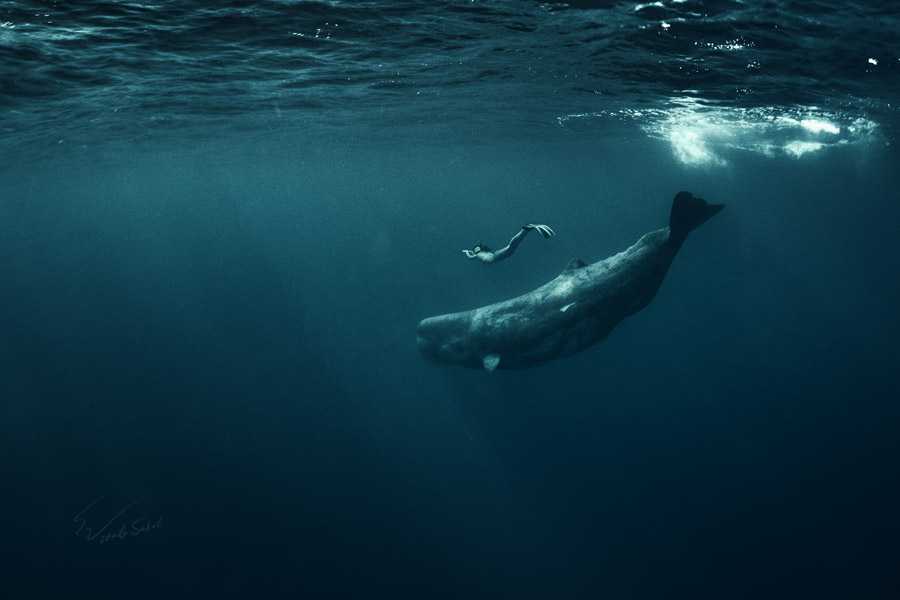
マッコウクジラとの遊泳（アゾレス諸島）

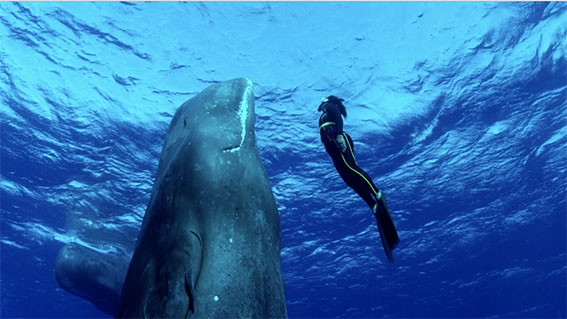
マッコウクジラとの遊泳

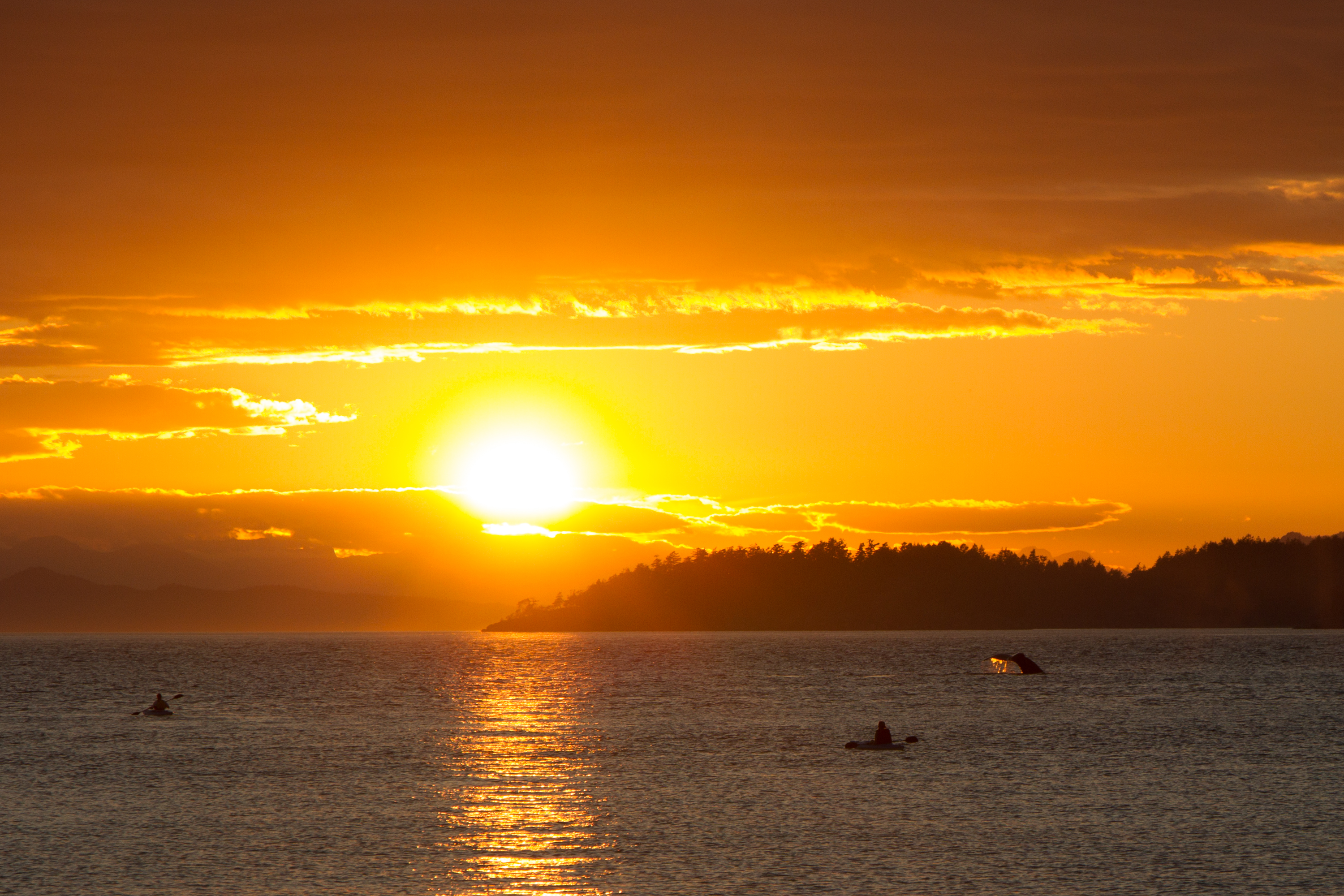
ザトウクジラの観察（シーシェルト）

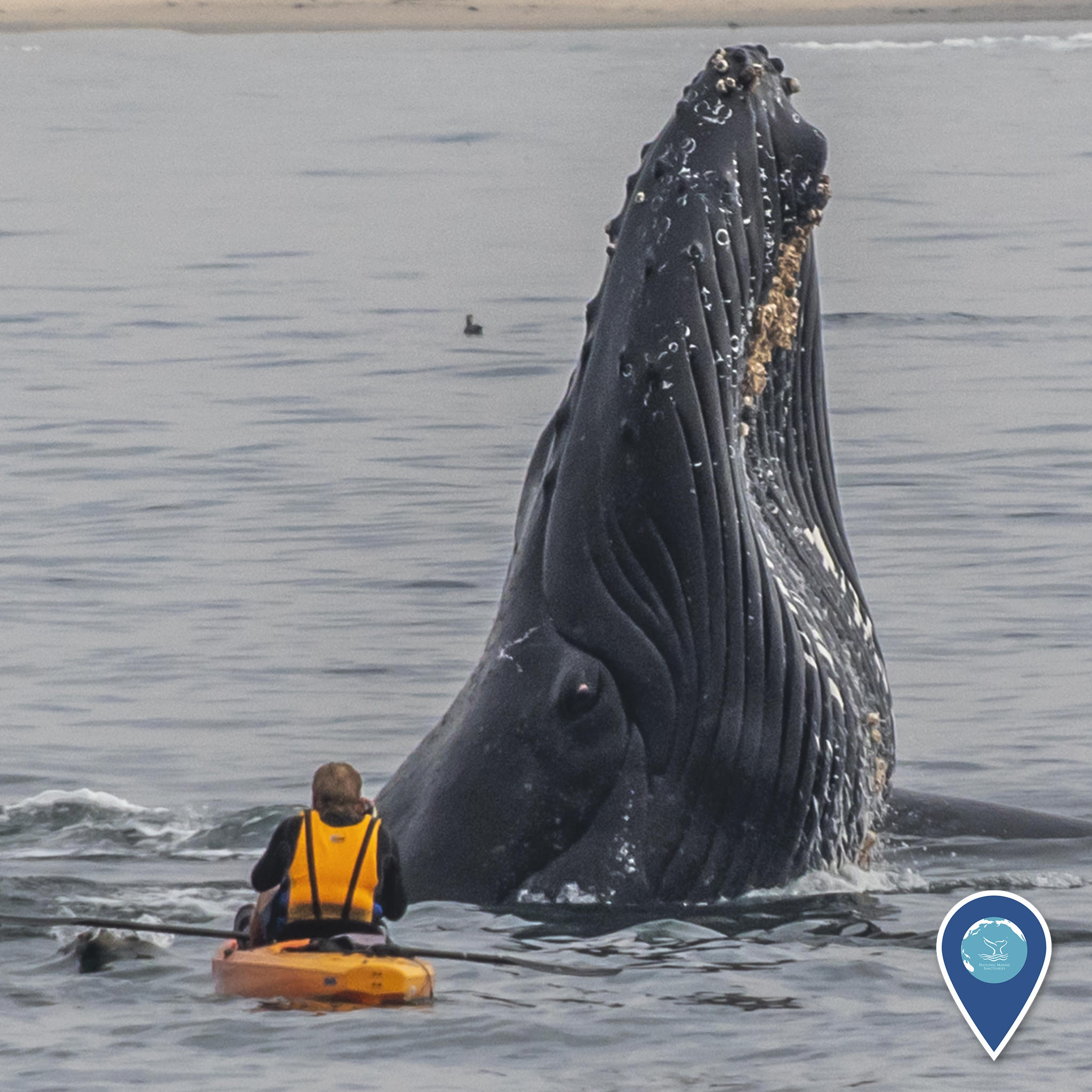
不適切な接近例（モントレー湾）

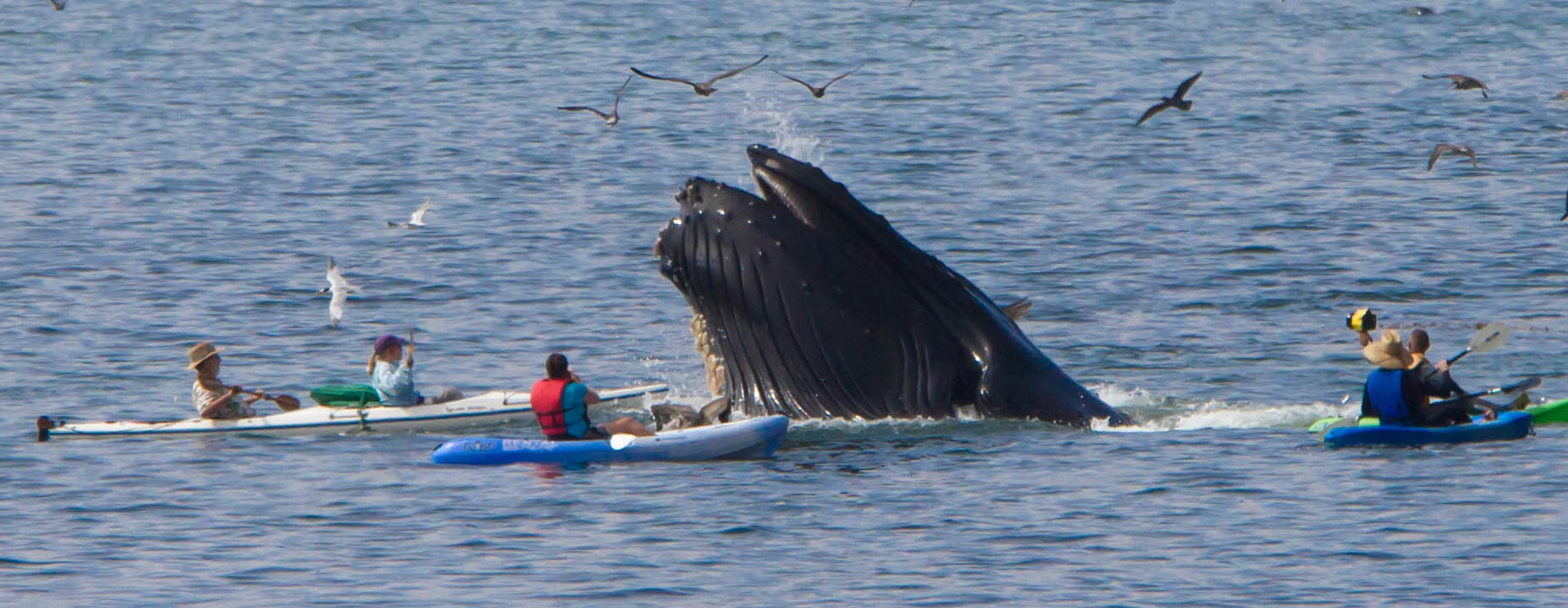
不適切な接近例（アビラ・ビーチ）

ホエールウォッチングの歴史は、アメリカ合衆国・サンディエゴがコククジラ の観察に好適な地であるとされた1950年に遡る。1955年には、カリフォルニア州サンディエゴのチャック・チェンバリンが「コククジラ・ウォッチング、1＄」と書いたボートを出してより近くでコククジラを見るという現在のものに近い形態となった。このスペクタクルな見世物は、最初の年に10000人前後の訪問者を呼び寄せ、その後も増加していった。また、その後は周辺の海域でも同様の観光産業が成立した。この人気の背景には、カリフォルニア州の動物にコククジラが指定されてきた事によるコククジラの人気自体も拍車を掛けた可能性も指摘されている。
1970年および1971年には、モントリオールの団体「Montreal Zoological Society」が、アメリカ東海岸のセントローレンス川河口域で、ナガスクジラやシロイルカ等を対象とするホエールウォッチングを開始した。
1970年代の終わりにはニューイングランドでは重要な産業のひとつと呼べるほどにまで成長し、アクロバティックな行動等で人気を博したザトウクジラが観察できる事も相まって、1985年には観客数で発祥の地であるカリフォルニア州を逆転した。
1980年代以降、ホエールウォッチングは全世界に広がりつつある。1998年にはエリック・ホイトがホエールウォッチングに関する体系的な調査を行った。それによると、ホエールウォッチングが産業として行われているのは世界中で87カ国にもおよび、900万人以上（おそらく年間・原資料に明記なし）の客を集め、産業規模は10億ドル（おそらく年間）に達しているとのことであった。更に2000年の調査によると、その数字は1130万人／14億ドル以上となっているという。
中国・広西チワン族自治区の潿洲島（英語版）と斜陽島（英語版）におけるカツオクジラを対象とした同国のウォッチング業の黎明により、自然環境・社会的に様々な好意的な兆候が見られ始めているとされる。例を挙げると、クジラの保護のために漁業規制や自然保護区が制定され、プラスチックごみなどの規制も促進されてきた。また、従来の漁業は毎年死者が出るなど危険であるだけでなく、ホエールウォッチングによる収益よりも大幅に収入が小さいこともあり、エコツーリズムに転向する漁業関係者が増え、漁業規制がより適切になり、人々の環境保護への意識改革も促進され、適切なホエールウォッチングのルール化をツアー業者が率先的に行う様になったなどの漁業者にとっても好転的な変化が見られているとされる。ベトナムでも2022年までは大型鯨類の目撃は豊富ではなかったが、2022年以降に個体数は少ないもののカツオクジラの目撃が急増して意図的に観察する機会も増えた。しかし、同国ではこれまでウォッチング用の制限ルールが設けられてこなかったこともあって不適切に接近する観察者の存在とクジラへの悪影響が懸念されており、一般向けのルール作りが推奨されている。
なお、現代における主要な捕鯨国においてもホエールウォッチング業は急成長を遂げており、たとえばアイスランドにおいてはウォッチング業の需要の増加がアニマルライツの意識の向上や鯨肉需要や捕鯨従事者の減少と相まって捕鯨撤廃を支持する声の増加が見られる。一方で、日本やアイスランドにおいては商業捕鯨の継続や再開と（絶滅危惧種であるナガスクジラをふくめた）捕獲対象種や操業規模の拡大によって国内のウォッチング業に悪影響が出る可能性も指摘されており、実際にツアー中におけるミンククジラの観察が減少したり、ツアーが行われている各海域での確認数が大きく減少している場合がある。また、世界自然遺産に指定されている知床半島でも、ツチクジラの捕獲を巡ってウォッチング業と捕鯨業の間に軋轢が発生した事例も存在する。アイスランドでも観光業者と捕鯨業者の間には様々な問題が発生してきた。ミンククジラの人懐っこさを利用した捕鯨が行われたり、捕鯨の影響でクジラが海域から追い払われたり、観光ツアーの最中に観光客の眼前で捕鯨が行われたなどの問題が発生してきた。結果としてアイスランド政府は多数の苦情を受け、政府によって同国の沿岸域をホエールウォッチング用に、遠洋域を捕鯨用に別個指定したが、指定された以降も沿岸域や隣接する海域で捕鯨が行われてきた。

## 日本のホエールウォッチング（クジラ・イルカ観察）

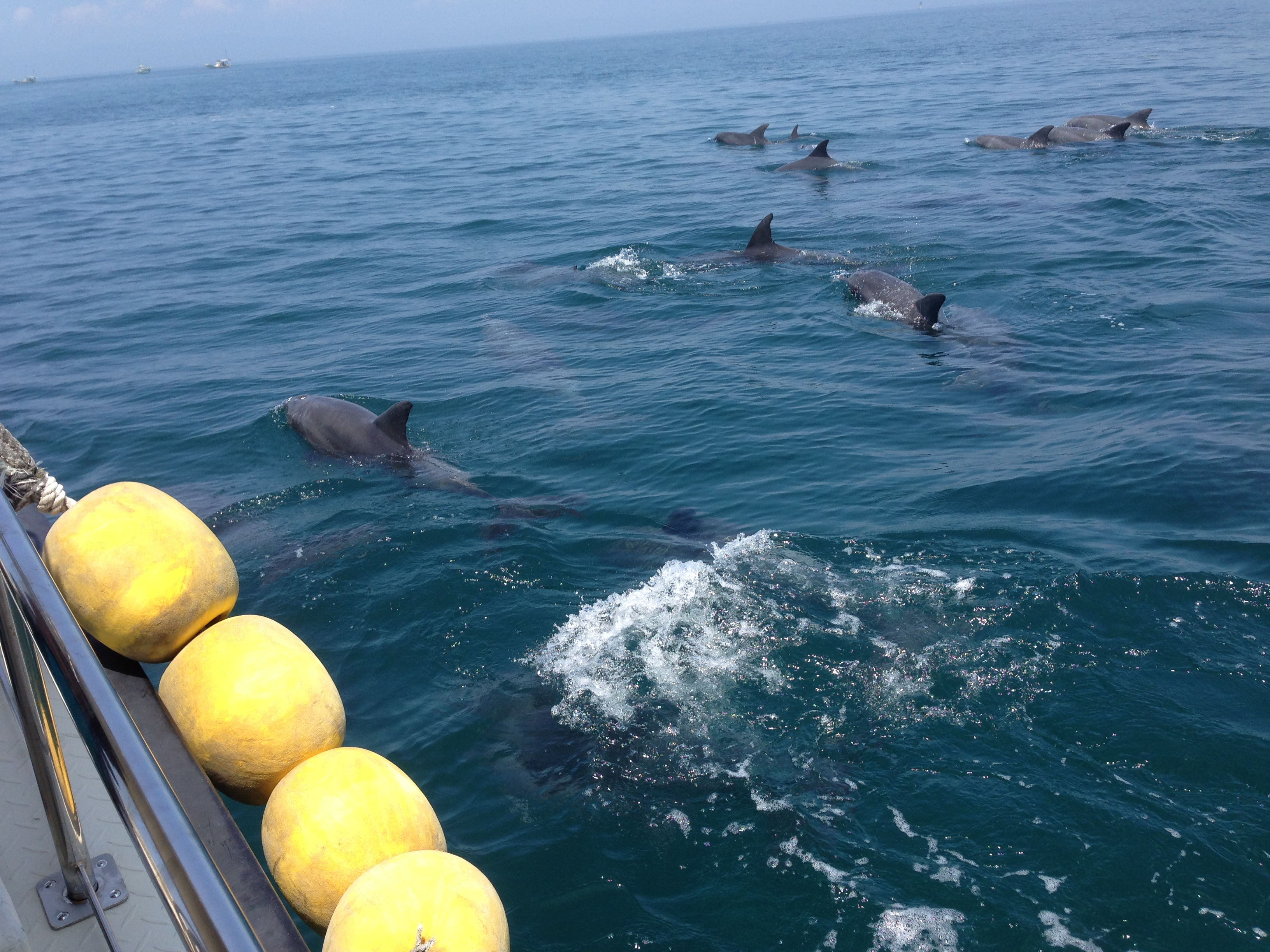
天草市五和町沖でのイルカウォッチング

- 北海道 - 知床・網走市・標津町・苫小牧[18][19]・室蘭・釧路・積丹・津軽海峡及び陸奥湾（北海道-青森間）
- 山形県 - 酒田市
- 宮城県 - 石巻市[20]、気仙沼市
- 新潟県 - 柏崎市[21][22][23]
- 富山県 - 富山湾
- 茨城県 - 鹿嶋市[24]・ひたちなか市
- 千葉県 - 銚子市・南房総市[25]・いすみ市[26]・木更津市
- 東京都 - 伊豆諸島（御蔵島が有名）・小笠原諸島
- 静岡県 - 伊東市・下田市
- 石川県 - 輪島市
- 愛知県、三重県-伊勢湾・三河湾沿いの各地
- 和歌山県 - 串本町・那智勝浦町
- 高知県 - 沿岸部各地（土佐湾を参照）
- 福岡県 - 北九州市[27]
- 長崎県 - 大村湾・五島列島
- 熊本県 - 天草市
- 鹿児島県 - 笠沙町・鹿児島湾・奄美群島・与論島
- 沖縄県 - 沖縄本島の那覇沖・伊江島・慶良間諸島の座間味・渡嘉敷島周辺

### 比較的よく見られる種類（9m以上の大型種のみ）
（ヒゲクジラ類）
- ザトウクジラ

北海道・日本海側や瀬戸内海も含め、日本列島の大部分の沿岸海域で観察記録があり(出現自体は希で散発的)、定期的な出現が確認されている海域もある。小笠原や南西諸島各地が冬季の主な繁殖地だが、釧路や仙台湾、熊野灘沖など、日本列島における確認数は（一部海域で）増加傾向にある。かつては日本列島の両沿岸全土が回遊経路であったが、現在は沖合を回遊するので確認が少ない。
- ニタリクジラ（カツオクジラの可能性が高い。土佐湾を参照。）

高知県の土佐湾（定住群が存在。）や鹿児島県笠沙町周辺ではウォッチングの主対象であり、1年中見ることができる。瀬戸内海で確認される事もある。鹿児島沖の個体群（東シナ海個体群）は長崎県沖や五島列島、山口県沖にも回遊する事が判明している。小笠原諸島沖合にも定住個体群が存在する。東日本等その他の地域にも個体群が存在したが、現在では希か消滅。
- ミンククジラ

ツアー中の観察は、現在は北海道の沿岸部でのみ期待ができる。三陸沖、日本海の一部で比較的多く観察可能で、小笠原諸島を除く日本近海の大部分の海域で確認されている(漂着や散発的な確認例が多い)。定置網に混獲されて死亡する例が非常に多い。日本海には定住するミンククジラの個体群が存在するとされ、対馬や平戸などの九州北部や山口県沖、若狭湾や輪島市沖などで比較的よく観察されている。最も南では与那国島でも確認されている。北西太平洋ではIWCのHitter・Fitterプログラムによりミンククジラの資源量は比較的高位状況にあり近年増加傾向にあると分析されているが、ミンククジラの日本海側個体群は日本哺乳類学会によって「保護すべき地域個体群」に指定されており（水産庁は「普通」に指定）、生息範囲も広いが観察できる確率は決して高くない。調査捕鯨や商業捕鯨、密猟等様々な影響にあり、太平洋側でも著しい減少が確認された海域は商業・調査捕鯨の時代から確認されており、室蘭等ホエールウォッチング業での確認数が激減、観察が難しくなっている海域も多い。
（ハクジラ類）
- マッコウクジラ

現在の日本近海の大型鯨類では、個体数が最も豊富だとされる。瀬戸内海や日本海側での確認はまれ。太平洋側では北海道から南西諸島までの幅広い海域で観察ができる。オホーツク海・知床半島、や三陸、冬季の銚子沖、高知県室戸岬沖や熊野灘および静岡県伊東市沖、長崎県五島列島や男女群島など。小笠原に定住個体群が存在する。
- ツチクジラ

現在、観光ツアー中にある程度の高確率で見られるのは知床半島と網走沖のみ。三陸、佐渡島、富山湾以北の日本海でも見られるが観光ツアーはなく、減少が激しい。東京湾（特に浮島付近）や房総半島は太平洋側の個体群の冬季における生息の中心であったが、現在では消滅または激減、商業捕鯨の存続が難しいレベルにまで落ち込んだとされている。
- シャチ

北海道沖に広く分布し、本州以南でも三陸や銚子沖、伊豆半島、熊野灘、室戸岬、瀬戸内海、北九州、南西諸島など多くの海域で観察されている。個体数は少ないので確認は散発的である。日本海ではより少ない。

### その他
下記の大型種はツアー中の観察例も存在するが、前述の種類に比べるとそれらは限られたものである。概して確認記録そのものが非常に少なく}、観光ツアー中に遭遇する可能性は極めて低い。
- コククジラ（目撃例）

日本国沿岸のみならず、アジア圏全体で激減した。現在のアジア側の個体群は極めて絶滅危惧で、北米に越冬回遊する事が判明している。北海道、三陸、東京湾、相模湾、伊豆大島、駿河湾、伊勢・三河湾(日本沿岸では最大の確認数)、熊野灘、土佐湾、大隅海峡などで漂着や混獲、観察例がある。大隅半島以南、南西諸島に回遊したかは不明であるが、未確認の目撃例はトカラ海峡や宮古島である。アジア側の同種が定期的に確実に報告されている唯一の海域は、樺太北東部およびカムチャッカ半島東岸である。日本海側では、北海道や富山湾などで漂着例があるが、2014年に大小2個体が新潟・寺泊沿岸に出現し、信濃川河口周辺（大河津分水路河口）に３週間ほど滞在した。これは日本海側の日本沿岸における、捕鯨時代以降は初の生存個体の確認となった他のアジア圏では、中国や韓国で記録はある（韓国の場合、1977年にウルサン沖で2頭が目撃された）。 また、伊良湖岬周辺でアジア系初の定期回遊が確認された。
- セミクジラ（ツアー確認例あり、目撃例）

全ての大型鯨類でも最も絶滅危惧であり、資源状態は極めて悪い。知床、三陸、茨城県（漂着が数件）、房総半島、東京湾～伊豆半島周辺、伊豆大島、伊豆諸島、小笠原諸島や串本、那智勝浦、熊野灘沖、室戸岬、奄美大島などで複数回確認されている。東シナ海側の近年の唯一の観察地域はすべて奄美大島周辺。日本海側では玄海灘、佐渡島、若狭湾などで記録がある（漂着）が、過去半世紀の記録は捕獲と漂着のみである。
- ナガスクジラ（ツアー確認例あり、目撃例）

絶滅危惧。かつて、オホーツク海から日本海、東シナ海、太平洋岸に複数の個体群が存在したが太平洋と東シナ海の個体群は絶滅かそれに近い。知床、網走、釧路、室蘭、三陸、新潟、佐渡島、銚子?、対馬など。オホーツク海で個体数が多く、日本海にもミンククジラ同様、定住群が存在するとされる。現在は希である。かつては瀬戸内海への回遊も行われていた。網走・知床・釧路沖での確認数が微弱だが増加している。
- イワシクジラ（ツアー確認例あり、目撃例）

沿岸では絶滅危惧。ほとんど観察例がない。主に外洋性だが、黒潮が接近する陸地近くには進出する。日本海にはあまり進出しない。釧路、室蘭、三陸、島根沖、室戸岬など。
- ホッキョククジラ（迷入）

幼個体が大阪湾に迷入、死亡した記録があるが、由来した個体群は不明。日本列島に最も近いオホーツク海の個体群は絶滅危惧だが、近年シャンタル諸島にて観察ツアーが検討され始めている。シャンタル諸島では陸から数mの距離にまで接近することも多く、鯨の生態を脅かすことなく観察ができる。

### 中・小型種
- アカボウクジラ科やゴンドウクジラ属を含むイルカ類

日本列島沿岸には多様な種類が棲息しており、これらを対象にした観光事業は更に多くの場所で行われている。